# La Belle Rafaëla
La Belle Rafaëla est un tableau réalisé par la peintre polonaise Tamara de Lempicka en 1927. Cette huile sur toile est un nu féminin montrant le modèle allongé sur son dos, sans doute une prostituée du bois de Boulogne, en raccourci par le dessous. Ce chef-d'œuvre de l'Art déco est conservé au sein d'une collection privée.